# Christa Jaarsma
Christina „Christa“ Jaarsma (* 15. Oktober 1952 in Almelo) ist eine ehemalige niederländische Eisschnellläuferin.
Jaarsma nahm von 1970 bis 1977 an internationalen Wettbewerben teil und errang bei den Juniorenweltmeisterschaften 1973 in Assen den 22. Platz im Kleinen Vierkampf. In der Saison 1975/76 wurde sie bei der Sprintweltmeisterschaft 1976 in Berlin Zwölfte im Sprint-Mehrkampf und belegte bei den Olympischen Winterspielen 1976 in Innsbruck den 23. Platz über 1000 m, den 20. Rang über 3000 m, den 19. Platz über 500 m sowie den 16. Platz über 1500 m. Ihre beste Platzierung bei niederländischen Meisterschaften erreichte in den Jahren 1975 und 1977 mit dem sechsten Platz im Kleinen Vierkampf.

## Persönliche Bestzeiten
| Disziplin | Zeit        | Datum         | Ort    |
| --------- | ----------- | ------------- | ------ |
| 500 m     | 45,15 s     | 15. März 1976 | Almaty |
| 1000 m    | 1:28,10 min | 15. März 1976 | Almaty |
| 1500 m    | 2:16,97 min | 15. März 1976 | Almaty |
| 3000 m    | 4:52,05 min | 15. März 1976 | Almaty |